# Viitajärvi (sjö i Ylivieska, Norra Österbotten, Finland)
Viitajärvi eller Iso Viitanen är en sjö i Finland. Den ligger i kommunen Ylivieska i landskapet Norra Österbotten, i den centrala delen av landet, 400 km norr om huvudstaden Helsingfors. Viitajärvi ligger 85 meter över havet. Arean är 41,4 hektar och strandlinjen är 5,99 kilometer lång. Sjön  ingår i Kalajoki älvs huvudavrinningsområde.   I omgivningarna runt Viitajärvi växer i huvudsak blandskog.
I övrigt finns följande i Viitajärvi:
- Selkäsaari (en ö)